# Zapotlán el Grande
Zapotlán el Grande è un comune dello stato messicano di Jalisco, il cui capoluogo è la città di Ciudad Guzmán; è sito a circa 1580 metri s.l.m..